# Municipio de Kumla
Kumla (en sueco: Kumla kommun) es un municipio de la provincia de Örebro, en el centro-sur de Suecia. Su sede se encuentra en la ciudad de Kumla. El municipio actual se formó durante la última reforma del gobierno y las fusiones que tuvieron lugar en 1966 y 1971. Con 207 km², es el municipio más pequeño de la provincia de Örebro.

## Localidades
Hay tres áreas urbanas (tätort) en el municipio:
| # | Tätort  | Población |
| - | ------- | --------- |
| 1 | Kumla   | 16 787    |
| 2 | Åbytorp | 821       |
| 3 | Ekeby   | 489       |

## Ciudades hermanas
Kumla está hermanado o tiene tratado de cooperación con:
- Frederikssund, Dinamarca
- Sipoo, Finlandia
- Aurskog-Høland, Noruega